# Tobias Haccou

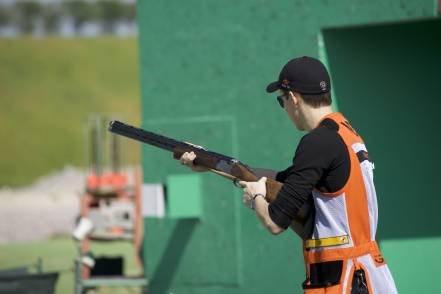
Grand Prix, Qatar. Februari 2016

Tobias Haccou (Haarlem, 6 september 1999) is sinds december 2012 een Nederlandse kleiduivenschutter. Hij is Nederlands kampioen junioren geweest voor vier jaar op rij. Hij is momenteel tweede van Nederland, na ex-Olympiër Jan-Cor van der Greef. Hij is lid van de Nederlandse schietvereniging 'K.S.V de Claybusters' en is sinds 2014 Topsporter in Jong Oranje van de Koninklijke Nederlandse Schietsport Associatie (KNSA). Hij traint onder begeleiding van bondscoach Diana van der Valk.
Hij vertegenwoordigde Nederland op de 3e Europese Spelen in Krakau, Polen, 2023.

## Prestaties

### ISSF Wereldkampioenschappen
Deelnames: 3
| Place 16 | 1                 |                   |        |      |
| -------- | ----------------- | ----------------- | ------ | ---- |
|          | Lonato Score: 115 | Lonato Score: 115 | Junior | 2019 |
| Place 21 | 1                 |                   |        |      |
|          | Moscow Score: 114 | Moscow Score: 114 | Junior | 2017 |
| Place 40 | 1                 |                   |        |      |
|          | Lonato Score: 110 | Lonato Score: 110 | Junior | 2015 |

### World Cups
Deelnames: 1
| Place 78 | 1                     |                       |                       |      |
| -------- | --------------------- | --------------------- | --------------------- | ---- |
|          | San Marino Score: 107 | San Marino Score: 107 | San Marino Score: 107 | 2016 |

### ISSF Junior World Cups
Deelnames: 5
| Place 10 | 1                   |                     |        |      |
| -------- | ------------------- | ------------------- | ------ | ---- |
|          | Sydney Score: 112   | Sydney Score: 112   | Junior | 2018 |
| Place 14 | 1                   |                     |        |      |
|          | Porpetto Score: 115 | Porpetto Score: 115 | Junior | 2017 |
| Place 16 | 1                   |                     |        |      |
|          | Suhl Score: 114     | Suhl Score: 114     | Junior | 2019 |
| Place 20 | 1                   |                     |        |      |
|          | Suhl Score: 108     | Suhl Score: 108     | Junior | 2018 |
| Place 54 | 1                   |                     |        |      |
|          | Suhl Score: 109     | Suhl Score: 109     | Junior | 2016 |

### ISSF Junior Cup
Deelnames: 1
| Place 63 | 1              |                |        |      |
| -------- | -------------- | -------------- | ------ | ---- |
|          | Suhl Score: 95 | Suhl Score: 95 | Junior | 2015 |

### Europese kampioenschappen
Deelnames: 5
| Place 18 | 1                      |                        |        |      |
| -------- | ---------------------- | ---------------------- | ------ | ---- |
|          | Lonato Score: 117      | Lonato Score: 117      | Junior | 2019 |
| Place 29 | 1                      |                        |        |      |
|          | Baku Score: 105        | Baku Score: 105        | Junior | 2017 |
| Place 34 | 1                      |                        |        |      |
|          | Leobersdorf Score: 108 | Leobersdorf Score: 108 | Junior | 2018 |
| Place 40 | 1                      |                        |        |      |
|          | Maribor Score: 103     | Maribor Score: 103     | Junior | 2015 |
| Place 44 | 1                      |                        |        |      |
|          | Lonato Score: 106      | Lonato Score: 106      | Junior | 2016 |